# Walter Franz (Physiker)
Walter Franz (* 8. April 1911 in München; † 16. Februar 1992 in Münster) war ein deutscher Physiker.

## Beruflicher Werdegang
Franz wurde 1932 an der Ludwig-Maximilians-Universität München bei Arnold Sommerfeld mit einer Arbeit über den Comptoneffekt am gebundenen Elektron promoviert. Er habilitierte sich an der Universität Königsberg und erhielt 1939 eine Diätendozentur an der Westfälischen Wilhelms-Universität in Münster, bevor er am selben Ort 1949 zum außerplanmäßigen Professor ernannt wurde. 1959 nahm Walter Franz den Lehrstuhl für Theoretische Physik an der Universität Hamburg an. Die Westfälische Wilhelms-Universität konnte ihn 1962 als Nachfolger des Sommerfeld-Schülers Adolf Kratzer auf den Lehrstuhl für Theoretische Physik in Münster zurückgewinnen.

## Forschung
In seinen wissenschaftlichen Forschungen befasste Franz sich mit Fragen zu Kriechwellen in der Beugungstheorie, zur Multipolstrahlung von Atomkernen und zur Quantentheorie der Festkörper. Besonders bekannt geworden sind seine als Franz-Keldysh-Effekt bekannt gewordenen Arbeiten über die Änderung der Fundamentalabsorption eines Halbleiters in Anwesenheit eines elektrischen Feldes.
Franz war wahrscheinlich der erste, der bereits 1939 in einem Kongressvortrag in Danzig den Aharonov-Bohm-Effekt vorausgesagt hatte.

## Schriften
- Walter Franz: Theorie der Beugung elektromagnetischer Wellen, Berlin 1957.
- Max Lagally, Walter Franz: Vorlesungen über Vektorrechnung, Leipzig 1959.
- Adolf Kratzer, Walter Franz: Transzendente Funktionen, Leipzig 1960.
- Walter Franz: Quantentheorie, Berlin 1971.